# Kozji Vrh nad Dravogradom
Kozji Vrh nad Dravogradom este o localitate din comuna Dravograd, Slovenia, cu o populație de 107 locuitori.